# Associazione Calcio Pro Vasto 1973-1974
Questa pagina raccoglie le informazioni riguardanti l'Associazione Calcio Pro Vasto nelle competizioni ufficiali della stagione 1973-1974.

## Rosa
| N. |                   | Ruolo | Calciatore           |
| -- | ----------------- | ----- | -------------------- |
|    | Italia (bandiera) | C     | Fabio Antonioli      |
|    | Italia (bandiera) | C     | Gilberto Antonioli   |
|    | Italia (bandiera) | D     | Donato Anzivino      |
|    | Italia (bandiera) |       | Baroncelli           |
|    | Italia (bandiera) | C     | Roberto Battista     |
|    | Italia (bandiera) | P     | Maurizio Castellini  |
|    | Italia (bandiera) | D     | Alfonso De Filippis  |
|    | Italia (bandiera) | c     | Wagner Di Bartolomeo |
|    | Italia (bandiera) | A     | Giovanni Di Paolo    |
|    | Italia (bandiera) | A     | Antonio Lo Vecchio   |

| N. |                      | Ruolo | Calciatore       |
| -- | -------------------- | ----- | ---------------- |
|    | Italia (bandiera)    | C     | Guido Mazzetti   |
|    | Argentina (bandiera) | C     | Mauro Mignanelli |
|    | Italia (bandiera)    | A     | Sergio Minervini |
|    | Italia (bandiera)    | C     | Carlo Osellame   |
|    | Italia (bandiera)    | C     | Nicola Perricone |
|    | Italia (bandiera)    | D     | Mauro Raffin     |
|    | Italia (bandiera)    | D     | Ascanio Rinaldi  |
|    | Italia (bandiera)    | A     | Tommaso Savastio |
|    | Italia (bandiera)    | D     | Bruno Taverna    |
|    | Italia (bandiera)    | D     | Angelo Trozzi    |